# Zoološki vrt Erevan
Zoološki vrt Erevan (arm. Yerevani kendabanakan aygi) je zoološki vrt u gradu Erevanu u Armeniji. Prostire se na 35 hektara te je izgrađen 1940. godine.
Danas je dom za oko 2700 životinja, odnosno 204 životinjske vrste. Životinjske vrste su iz južno-kavkaške regije te iz same Armenije. Neke od životinja koje se nalaze unutar zoo vrta, a potječu iz južno-kavkaske regije ili Armenije su:  sirijski smeđi medvjed, perzijske koze, ljutice, američki muflon te crni sup. Od životinjskih vrsta koje nisu iz potonjih regija unutar zoo vrta nalaze se: afrički lav, bengalski i sibirski tigrovi, hijene, indijski slon te kavkaški ris.

## Očuvanje prirode
Zaklada za očuvanje divljih životinja i kulturnih dobara (eng. Foundation for the Preservation of Wildlife and Cultural Assets (FPWC)) je zbog velike bioraznolikosti armenskog kraja odlučila pod svoj menadžment uzeti oko 839 hektara zemlje blizu rezervoara Khorsov koji je sve do nedavno bio nezaštićen i u riziku od onečišćenja i ilegalnog odlagajna otpada. Zoološki vrt Erevan u kooperaciji sa zakladom sudjelje u borbi protiv onečišćivanja područja te korite tu zemlju kako bi rehabilitirali određene životinjske vrste (one najugroženije) iz zoološkog vrta natrag u divljinu. 
2012. godine zoološki vrt je u suradnji s zakladom te amsterdamskim zoološkim vrtom Artis otvorito "zoo školu". Glavna svrha ove škole je učiti učenike o važnosti očuvanja prirode i bioraznolikosti u Armeniji i konačno u cijelom svijetu (koristit će zoo vrt kao interaktivnu učionicu).

## Budućnost
U travnju 2011. godine direktor zaklade FPWC preuzeo je upravljanje zoološkim vrtom kako bi pomogao u uklanjanju nekih nepovoljnih uvjeta koji vladaju unutar vrta. Zoološki vrt sklopio je partnerstvo s amsterdamskim zoo vrtom Artis koji će pomoći u renovaciji i nadogradnji na suvremene strandarde. Trenutni planovi su proširenje zoološkog vrta na 50 hektara, a prva faza ekspanzije završena je u svibnju 2015.
U rujnu 2017. godine zoološki vrt je izgradio novo igralište za djecu gdje će se nalaziti oko 30 pripitomljenih životinja (10 vrsta). Hranjenje životinja dozvoljeno je na igralštu.

## Vanjske poveznice
- Službene stranice na armenskom i engleskom
- YouTube video snimljen u zoo vrtu Yerevan